# U 49
U 49 byla německá ponorka typu VIIB postavená před druhou světovou válkou pro německé válečné námořnictvo. Do služby byla zařazena 12. srpna 1939 a zařazena do 7. ponorkové flotily pod velením Kurta von Goßlera.

## Konstrukce
Německé ponorce typu VIIB předcházely kratší ponorky typu VIIA. U 49 měla výtlak 753 tun při plavbě na hladině a 857 tun při plavbě pod hladinou. Měla délku 66,50 m, šířku 6,20 m, výšku 9,50 m a ponor 4,74 m. Pohon zajišťovaly dva čtyřtaktní šestiválcové diesel motory Germaniawerft F46 o výkonu 2 800 až 3 200 PS při plavbě na hladině a dva elektrické motory AEG GU 460/8-276 s výkonem 750 PS při plavbě pod hladinou. Byla vybavena dvěma hřídeli a dvěma 1,23 m lodními šrouby. U 49 mohla operovat v hloubce až 230 metrů.
U 49 dosáhla maximální rychlosti na hladině 17,9 uzlů (33,2 km/h) a 8 uzlů (15 km/h) při plavbě pod hladinou. Operační dosah činil 90 nm (170 km) při rychlosti čtyř uzlů (7,4 km/h) pod hladinou moře a 8 700 nm (16 100 km) při rychlosti 10 uzlů (19 km/h).
Ve výzbroji U 49 bylo pět torpédometů ráže 533 mm (4 na přídi a 1 na zádi), námořní rychlopalný kanón 8,8 cm SK C/35 a jeden 20 mm protiletadlový kanón.
Posádku tvořilo čtyřicet čtyři až šedesát mužů.

## Historie služby
Ponorka U 49 byla objednána 21. listopadu 1936 v loděnicích Friedrich Krupp Germaniawerft AG v Kielu pod výrobním číslem 587. Výroba byla zahájena 15. září 1938 a na vodu byla spuštěna 24. června 19398. Do služby byla zařazena 12. srpna 1939 pod velením námořního kapitána (Kptlt.) Kurta von Goßlera.
V období od 31. prosince 1939 do 31. října 1939 byla zařazena do 7. ponorkové flotily Wegener v Kiel (výcvik). Po reorganizaci flotily byla zařazena od 1. listopadu 1939 do 15. dubna 1940 jako bojová ponorka 7. ponorkové flotily v Kielu.
V období 9. listopadu 1939 až 15. dubna 1940 ponorka U 49 vyplula na čtyři bojové plavby při nich potopila jednu loď o celkové tonáži 4 258 BRT. Ponorka nesla znak bílého slona.

### První bojová plavba
Po ukončení výcviku 9. listopadu 1939 v 23:00 hodin ponorka U 49 opustila Kiel a vyplula na první bojovou plavbu, pod vedením Kptlt. Kurta von Goßlera a vrátila se zpět do Kielu 29. listopadu 1939. Během dvaceti denní bojové plavby západně od Irska, v Lamanšském průlivu a v Biskajském zálivu byla potopena jedna loď o celkové prostornosti 4 258 BRT. Během první bojové plavby byla dvakrát napadena spojeneckými silami. Dne 13. listopadu byla bombardována britskými letadly a donucena klesnout do hloubky 160 metrů (520 stop), přičemž utrpěla menší škody. O tři dny později byla lokalizována britskými torpédoborci HMS Echo a Wanderer a podrobena hloubkovému bombardování. Ponorka, aby unikla, byla nucena potopit se do hloubky 170 metrů.
Byl potopen parník Pensilva, který vezl 6 985 t kukuřice a byl na cestě z Durbanu přes Gibraltar do Rouenu a Dunkerque. Loď byla součástí konvoje HG–7 čítajícího 32 plavidel. Kapitán a posádka byli vyzvednuti lodí HMS Echo a později vyloděni v Plymouthu lodí HMS Wanderer. Nedošlo k žádným ztrátám na životech.
| datum             | jméno    | příslušnost | tonáž [BRT] | konvoj |             | zdroj |
| ----------------- | -------- | ----------- | ----------- | ------ | ----------- | ----- |
| 19. listopad 1939 | Pensilva | VB          | 4 258       | HG–7   | torpedována | [ 2 ] |

### Druhá bojová plavba
Dne 29. února 1940 v 7.00 hodin U 49 vyplula ke své druhé bojové plavbě opět pod velením  Kptlt. Kurta von Goßlera a vrátila se 5. března 1940 do Wilhelmshavenu. Již 1. března loď zavítala na Helgoland, protože velitel onemocněl. Plánovaná operace byla zrušena a U 49 místo toho od 2. března 1940 do 4. března 1940 prováděla cvičení v potápění u Helgolandu.

### Třetí bojová plavba
U 49 vyplula z Wilhelmshavenu 11. března 1940 ve 14.25 hodin k norskému pobřeží. Operační prostor byl v Severním moři, poblíž Shetlandských ostrovů a Orknejí. Za 19 dní na moři nebyla napadena žádná loď a ponorka se 29. března 1940 vrátila do Wilhelmshavenu.

### Čtvrtá bojová plavba
Loď opustila Wilhelmshaven 3. dubna 1940 ve 13.25 hodin a vydala se na cvičení na Weseru. Dne 15. dubna 1940 byla potopena poblíž města Harstad v Norsku (pozice 68°53′ s. š., 16°59′ v. d.) hlubinnými bombami z britských torpédoborců HMS Fearless a HMS Brazen. Jeden námořník podlehl těžkým zraněním, zbylých 41 bylo zachráněno.
Při záchraně trosečníků našli Britové pod plovoucími troskami různé tajné dokumenty, včetně mapy s vyznačenými pozicemi ponorky v norských vodách.

## Místo ztroskotání
Vrak U-49 byl nalezen 3. března 1993 norskou ponorkou Skolpen. Leží v hloubce 300 metrů.